# بایرن ۳۰۱
سیارک ۳۰۱ (به انگلیسی: 301 Bavaria) سیصد و یکمین سیارک کشف شده‌است که در ۱۶ نوامبر ۱۸۹۰ و در وین کشف شد.
قدر مطلق سیارک برابر ۱۰٫۱۰ است.